# Birgit Reinecke
Birgit Reinecke (* 8. April 1944 in Glückstadt; † 14. Mai 2013 in Berlin-Zehlendorf) war eine deutsche Juristin und Richterin am Bundesarbeitsgericht.

## Leben
Birgit Reinecke studierte Rechtswissenschaft an den Universitäten in Berlin, München und Bonn. Während des Referendariats war sie unter Friedhelm Gaul auch Wissenschaftliche Mitarbeiterin an der Universität Bonn. Nach dem Zweiten Staatsexamen 1973 wurde sie Richterin in Nordrhein-Westfalen und war dort tätig am Arbeitsgericht Bonn und am Arbeitsgericht Siegburg. 1991 wurde sie Direktorin des Arbeitsgerichtes Siegburg.
Am 1. Januar 1997 wurde Birgit Reinecke Richterin am Bundesarbeitsgericht. Sie gehörte dort dem 9. Senat an, seit 2002 als stellvertretende Vorsitzende. Besonderen Einfluss nahm sie auf die höchstrichterliche Rechtsprechung zur Teilzeitarbeit, zum Mutterschutz, zur Elternzeit und zum Zeugnisrecht. Sie war außerdem Mitglied des Richterrats und des Präsidiums sowie stellvertretende Pressesprecherin des Bundesarbeitsgerichts. Am 30. April 2009 trat sie in den Ruhestand.
Neben der richterlichen Tätigkeit veröffentlichte Birgit Reinecke zum Arbeitsrecht. Nennenswert ist eine Monographie zur Personalarbeit sowie Mitarbeit an Kommentaren zum Mutterschutz- und Elternzeitgesetz sowie zum Tarifvertragsrecht.